# Eupagia valida
Eupagia valida là một loài bướm đêm trong họ Geometridae.